# Mensch Computer
Mensch Computer är en dator som bygger på användandet av en 65C816-processor från Western Design Center. Processorn är utvecklad av Bill Mensch som också har fått äran att låna ut sitt namn till datorn.